# Peña Vieja
Peña Vieja är en bergstopp i Spanien.   Den ligger i provinsen Provincia de Cantabria och regionen Kantabrien, i den norra delen av landet, 300 km norr om huvudstaden Madrid. Toppen på Peña Vieja är 1 804 meter över havet. Peña Vieja ingår i Picos de Europa.
Terrängen runt Peña Vieja är bergig norrut, men söderut är den kuperad. Runt Peña Vieja är det mycket glesbefolkat, med 6 invånare per kvadratkilometer. Närmaste större samhälle är Carreña, 17,1 km norr om Peña Vieja. Trakten runt Peña Vieja består i huvudsak av gräsmarker.